# Johanna Lüttge
Johanna Lüttge-Hübner (nata Langer; Gebesee, 10 marzo 1936 – Lipsia, 14 novembre 2022) è stata una pesista tedesca, vincitrice della medaglia d'argento alle Olimpiadi di Roma nel 1960.

## Palmarès
| Anno | Manifestazione  | Sede      | Evento         | Risultato | Misura  | Note |
| ---- | --------------- | --------- | -------------- | --------- | ------- | ---- |
| 1956 | Giochi olimpici | Melbourne | Getto del peso | 11ª       | 13,88 m |      |
| 1958 | Europei         | Stoccolma | Getto del peso | 4ª        | 15,19 m |      |
| 1960 | Giochi olimpici | Roma      | Getto del peso | Argento   | 16,61 m |      |
| 1962 | Europei         | Belgrado  | Getto del peso | 4ª        | 15,97 m |      |
| 1964 | Giochi olimpici | Tokyo     | Getto del peso | 9ª        | 15,77 m |      |